# Claude Greff
Pour les articles homonymes, voir Greff.
Claude Greff, née le 2 juin 1954 à Briey (Meurthe-et-Moselle), est une femme politique française. Députée d'Indre-et-Loire à partir de 2002, elle est secrétaire d'État chargée de la Famille de juin 2011 à mai 2012 au sein du gouvernement François Fillon III.

## Biographie

### Carrière d'infirmière
Avant ses mandats politiques, elle était infirmière hospitalière,. Elle est mariée et mère de quatre enfants,.

### Carrière politique
Claude Greff estime être de sensibilité « gaulliste humaniste ».

#### Députée
Elle est élue députée le 16 juin 2002, pour la XIIe législature (2002-2007), dans la deuxième circonscription d'Indre-et-Loire. Elle fait partie du groupe UMP. Elle est réélue le 17 juin 2007, pour la XIIIe législature (2007-2012), au second tour des législatives. Elle est secrétaire du bureau de l'Assemblée nationale et membre de la commission des affaires culturelles. En 2008, le Premier ministre François Fillon lui confie une mission sur « la mobilité professionnelle et géographique ». Elle s'engage alors en premier lieu dans le Plan Cancer et la loi Hôpital, patients, santé et territoire.
Elle est membre du Haut conseil à l'intégration. Au sein de l'UMP, elle est secrétaire nationale chargée des écoles, des collèges et des lycées,. Elle est la créatrice de l’association « Femmes de Touraine ».
Elle est réélue députée d'Indre-et-Loire le 20 juin 2012 pour la XIVe législature (2012-2017).

#### Commission et délégation
Claude Greff est membre de la commission des affaires culturelles et de l'éducation et membre de la Délégation aux droits des femmes et à l'égalité des chances entre les hommes et les femmes.

#### Secrétaire d'État
Le 29 juin 2011, elle est nommée secrétaire d'État chargée de la Famille lors d'un remaniement du troisième gouvernement Fillon. Elle est notamment chargée de mettre au point une « feuille de route » sur la politique familiale.

#### Depuis 2012
Le 27 novembre 2012, elle adhère au groupe Rassemblement UMP présidé par François Fillon.
Le 9 décembre 2014, Nicolas Sarkozy, élu président de l'UMP, la nomme secrétaire nationale de l'UMP chargée des solidarités.
Le 5 juin 2015, Nicolas Sarkozy, président des Républicains, la nomme déléguée aux affaires sociales. Elle est membre de la commission exécutive des Républicains.
Elle soutient Nicolas Sarkozy pour la primaire présidentielle des Républicains de 2016. Dans le cadre de sa campagne, elle est nommée oratrice nationale chargée des affaires sociales.
Candidate à sa réélection lors des élections législatives de 2017, elle est battue par le candidat LREM Daniel Labaronne.
En juin 2019, elle reçoit la Légion d'honneur des mains de Nicolas Sarkozy à Saint-Cyr-sur-Loire en présence de Philippe Briand.

## Détail des fonctions et des mandats
Mandats locaux
- 19 mars 2001 - 19 avril 2004 : conseillère municipale de Tours
- 29 mars 2004 - 14 mars 2010 : conseillère régionale du Centre
- 18 décembre 2015 - 27 juin 2021 : conseillère régionale du Centre-Val de Loire

Mandats parlementaires
- 19 juin 2002 - 19 juin 2007 : députée de la 2e circonscription d'Indre-et-Loire
- 20 juin 2007 - 29 juillet 2011 : députée de la 2e circonscription d'Indre-et-Loire
- 20 juin 2012 - 29 juillet 2017 : députée de la 2e circonscription d'Indre-et-Loire

Fonction ministérielle
- 29 juin 2011 - 10 mai 2012 : secrétaire d'État auprès de la ministre des Solidarités et de la Cohésion sociale, chargée de la Famille